# Dan Krauss
Dan Krauss é um cineasta e diretor de fotografia americano. Como reconhecimento, foi nomeada ao Oscar 2017 na categoria de Melhor Documentário em Curta-metragem por Extremis.